# Sinosenecio
Sinosenecio là một chi thực vật có hoa trong họ Cúc (Asteraceae).

## Loài
Chi Sinosenecio gồm các loài: